# フェリペ・アウグスト・ロドリゲス・ピレス
フェリペ・アウグスト・ロドリゲス・ピレス（Felipe Augusto Rodrigues Pires, 1995年4月18日 - ）は、ブラジル・サンパウロ出身のサッカー選手。プリメイラ・リーガ・モレイレンセFC所属。ポジションはFW。

## 経歴
レッドブル・ザルツブルクに所属していた2015年2月19日、UEFAヨーロッパリーグ2014-15・ラウンド32・1stレグのビジャレアルCF戦でマッシモ・ブルーノに代わって途中出場し、UEFAヨーロッパリーグデビューした。1週間後の2ndレグでは南野拓実との交代で途中出場した。6月6日、オーストリア・カップ決勝のFKアウストリア・ウィーン戦でゴールを挙げ、クラブの国内2冠に貢献した。
2015年8月25日、TSG1899ホッフェンハイムに移籍した。8月26日、ブンデスリーガ2部のFSVフランクフルトにレンタル移籍した。
2016年6月24日、FKアウストリア・ウィーンにレンタル移籍した。
2020年2月11日、HNKリエカに2019-20シーズン終了までレンタル移籍した。
2020年9月12日、モレイレンセFCに移籍した。

## 個人成績
2018年5月5日現在
| クラブ                          | シーズン   | リーグ戦                       | リーグ戦 | リーグ戦 | 国内カップ | 国内カップ | リーグ杯 | リーグ杯 | その他 | その他 | 合計 | 合計 |
| クラブ                          | シーズン   | ディヴィジョン                 | 出場     | 得点     | 出場       | 得点       | 出場     | 得点     | 出場   | 得点   | 出場 | 得点 |
| ------------------------------- | ---------- | ------------------------------ | -------- | -------- | ---------- | ---------- | -------- | -------- | ------ | ------ | ---- | ---- |
| FCリーフェリング                | 2014–15    | エアステリーガ                 | 27       | 11       | 0          | 0          | —        | —        | —      | —      | 27   | 11   |
| レッドブル・ザルツブルク        | 2014–15    | ブンデスリーガ（オーストリア） | 7        | 1        | 2          | 1          | —        | —        | 2      | 0      | 11   | 2    |
| レッドブル・ザルツブルク        | 2015–16    | ブンデスリーガ（オーストリア） | 2        | 0        | 0          | 0          | —        | —        | 2      | 0      | 4    | 0    |
| レッドブル・ザルツブルク        | クラブ通算 | クラブ通算                     | 9        | 1        | 2          | 1          | 0        | 0        | 4      | 0      | 15   | 2    |
| FSVフランクフルト (loan)        | 2015–16    | 2. ブンデスリーガ              | 20       | 1        | 1          | 0          | —        | —        | —      | —      | 21   | 1    |
| FKアウストリア・ウィーン (loan) | 2016–17    | ブンデスリーガ（オーストリア） | 34       | 4        | 4          | 2          | —        | —        | 12     | 2      | 50   | 8    |
| FKアウストリア・ウィーン (loan) | 2017–18    | ブンデスリーガ（オーストリア） | 32       | 7        | 3          | 0          | —        | —        | 10     | 1      | 45   | 8    |
| FKアウストリア・ウィーン (loan) | クラブ通算 | クラブ通算                     | 66       | 11       | 7          | 2          | 0        | 0        | 22     | 3      | 95   | 16   |
| 通算                            | 通算       | 通算                           | 122      | 24       | 10         | 3          | 0        | 0        | 26     | 3      | 158  | 30   |

1. 1 2 3  UEFAヨーロッパリーグでの成績
2. ↑  UEFAチャンピオンズリーグでの成績

## タイトル

### クラブ
FCリーフェリング
- エアステリーガ : 2014-15

レッドブル・ザルツブルク
- ブンデスリーガ : 2014-15
- オーストリア・カップ : 2014-15